# 72

## Події
- Консули Риму: Веспасіан і його син Тит.
- З втратою царства Антіохом IV, Коммагена стає провінцією Риму
- Початок будівництва Колізею.
- Заснування Веспасіаном Flavia Neapolis

## Померли
Апостол Хома — один з 12 апостолів Ісуса Христа.